# (888) Parysatis
(888) Parysatis ist ein Asteroid des Hauptgürtels, der am 2. Februar 1918 vom deutschen Astronomen Max Wolf in Heidelberg entdeckt wurde.
Benannt ist der Asteroid nach Parysatis, der Gemahlin des persischen Königs Dareios II.